# 이와키 다카나가
이와키 다카나가(일본어: 岩城隆永, 1837년 7월 6일 ~ 1855년 6월 27일)는 일본 에도 시대의 다이묘로, 가메다번의 9대 번주이다. 1836년에 태어났다고도 한다. 통칭은 후사노스케(房之助)이며, 관위는 종5위하, 다지마노카미이다.
선대 번주 이와키 다카히로의 넷째 아들로 태어났다. 가에이 2년(1849년) 9월 11일, 형인 다카오키(隆興)가 사망함에 따라, 아버지 다카히로의 적자가 되었다. 가에이 3년(1850년) 9월 15일에 쇼군 도쿠가와 이에요시를 알현하였고, 가에이 5년(1852년) 12월 28일에 종5위하 다지마노카미에 서임되었다. 당시 다카나가는 영지를 소유하지 않았음에도 관위를 받았는데, 이는 아버지 다카히로가 성주격으로 승진하면서 이루어진 조치였다. 가에이 7년(1854년) 2월 28일, 아버지 다카히로가 사망함에 따라, 가문을 계승하고 번주가 되었다. 안세이 2년(1855년) 5월 14일(또는 4월 29일)에 19세의 나이로 사망하였다. 자녀가 없어서 동생인 이와키 다카노부가 그 뒤를 이었다.
| 전임 이와키 다카히로 | 제9대 가메다번 번주 1854년 ~ 1855년 | 후임 이와키 다카노부 |